# Meryll Wenger
Pour les articles homonymes, voir Wenger.
Meryll Wenger est une footballeuse française, née le 3 octobre 1994 à Montpellier, évoluant au poste d'attaquante à l'US Orléans.

## Biographie

### Jeunesse
Elle participe à dix des quatorze matchs de championnat durant la saison 2010-2011 et trouve le chemin des filets à quatre reprises avec l'équipe des -19 ans du Montpellier Hérault SC qui domine son groupe (13 victoire et 1 nul). 
Qualifié pour la finale du championnat, elle inscrit le 3e but de la partie de son équipe qui l'emporte aisément face au FC Vendenheim-Alsace (7-0).

### Carrière de joueuse

#### Carrière en club
Elle commence sa carrière au Montpellier Hérault Sport Club en 2005 où elle joue jusqu'en 2015. Depuis l'été 2015, elle évolue au Football Club de Metz.
Lors de la saison 2009-2010, elle joue son premier match en équipe première le 29 novembre, lors du déplacement de son équipe à Saint-Brieuc à l'âge de 15 ans. Elle entre à la mi-temps à la place de Léa Rubio, et inscrit un but à la 77e minute pour une victoire 5-0 de son équipe. Pour son deuxième et dernier match de la saison en championnat avec l'équipe première, le 9 mai 2010, elle effectue une passe décisive. Elle dispute également un match de Challenge de France durant cette saison.
La saison suivante, elle n'est pas rappelée en équipe première. Durant l'été 2015, elle rejoint le  Football Club de Metz.

#### Carrière internationale
En 2011, elle perd en finale du championnat d'Europe des nations des moins de 17 ans. Elle a disputé cependant, les huit matchs de la compétition, pour un bilan de 3 buts et 4 passes décisives.
Meryll Wenger n'a aucun titre majeur à son palmarès.

## Statistiques et palmarès
Alors qu'elle fait sa première apparition dans le groupe professionnel à seulement 15 ans, elle n'a pour l'instant fait que quelques apparitions en équipe première. En 2012, elle participe à la finale du Challenge National des -19 ans Féminin qu'elle remporte avec l'équipe des -19 ans du Montpellier HSC.
| Saison      | Club            | Championnat | Championnat | Championnat | Coupe de France | Coupe de France | Coupes continentales | Coupes continentales | Coupes continentales | Autres | Autres | Autres |
| Saison      | Club            | Division    | Matchs      | Buts        | Matchs          | Buts            | Type                 | Matchs               | Buts                 | Type   | Matchs | Buts   |
| ----------- | --------------- | ----------- | ----------- | ----------- | --------------- | --------------- | -------------------- | -------------------- | -------------------- | ------ | ------ | ------ |
| 2009 - 2010 | Montpellier HSC | Division 1  | 2           | 1           | 1               | 0               | C1                   | 1                    | 0                    | -      | -      | -      |
| 2010 - 2011 | Montpellier HSC | Division 1  | -           | -           | -               | -               | -                    | -                    | -                    | -      | -      | -      |
| 2011 - 2012 | Montpellier HSC | Division 1  | 2           | 1           | -               | -               | -                    | -                    | -                    | -      | -      | -      |
| 2012 - 2013 | Montpellier HSC | Division 1  | 2           | 0           | -               | -               | -                    | -                    | -                    | -      | -      | -      |
| 2013 - 2014 | Montpellier HSC | Division 1  | 5           | 0           | -               | -               | -                    | -                    | -                    | -      | -      | -      |
| 2014 - 2015 | Montpellier HSC | Division 1  | 1           | 0           | -               | -               | -                    | -                    | -                    | -      | -      | -      |
| 2015 - 2016 | FC Metz         | Division 2  | 1           | 0           |                 |                 |                      |                      |                      |        |        |        |

Dernière mise à jour le 3 septembre 2014